# 맥카페
맥카페(영어: McCafé)는 맥도날드 소유의 카페 스타일 음식 및 음료 체인이다. 1993년 호주 멜버른에서 구상 및 런칭되었고, 당시 맥도날드 CEO였던 찰리 벨과 당시 회장이자 미래 CEO였던 제임스 스키너의 도움으로 대중에게 소개된 이 체인은 에스프레소 커피에 대한 소비자 트렌드를 반영한다.
보고서에 따르면 맥카페 매장은 일반 맥도날드보다 15% 더 많은 매출을 올렸으며, 2003년까지 호주와 뉴질랜드에서 가장 큰 커피숍 브랜드가 되었다. 지난 10년간 맥도날드 호주가 자동 에스프레소-프론토 기계로 실험했으나 성공하지 못하자, 모든 호주 매장은 이후 맥카페 매장으로 리노베이션 및 전환되었다.

## 국제적 확장

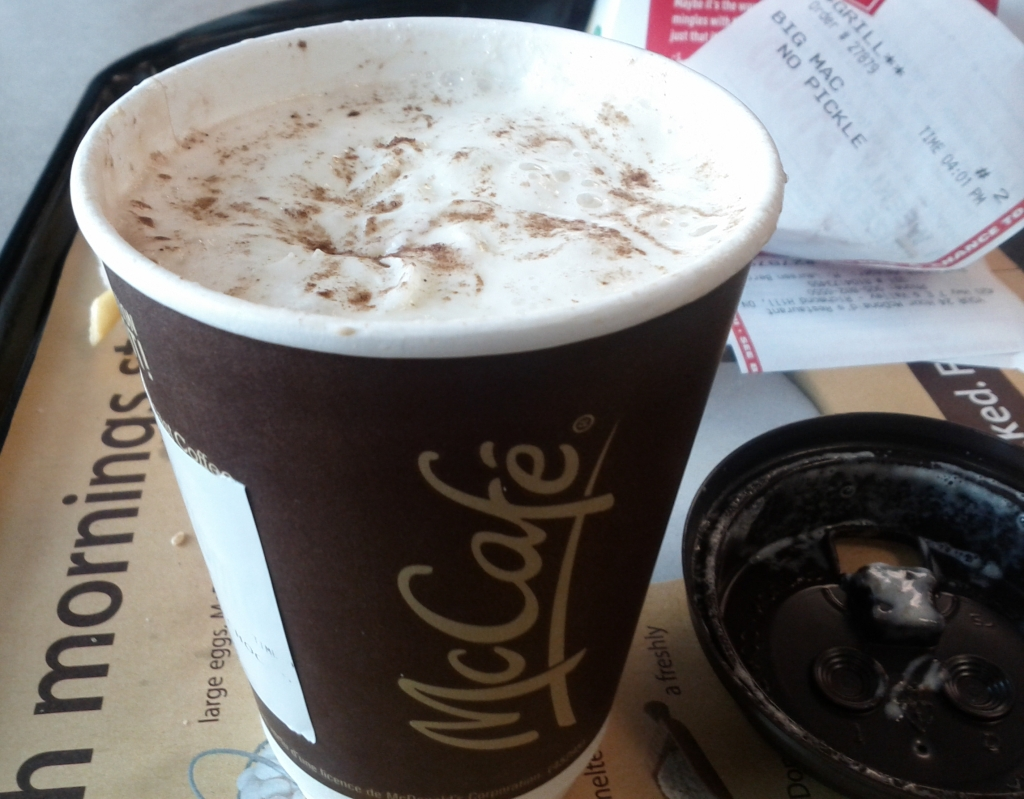
맥카페 브랜드로 캐나다에서 판매되는 핫 초콜릿 한 잔

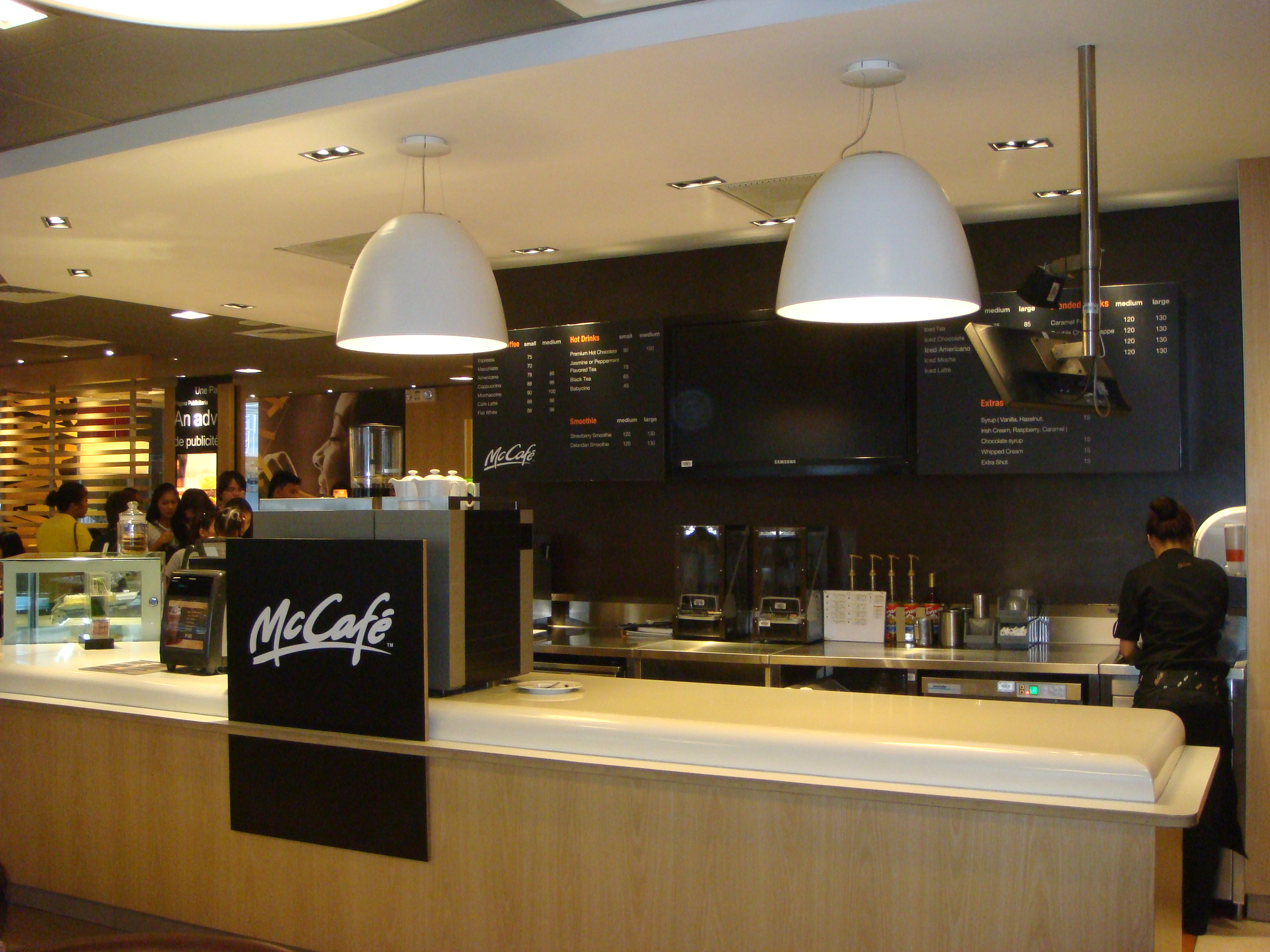
필리핀의 맥카페

맥카페 컨셉은 멜버른 스완스턴 스트리트에 있는 맥도날드 매장 입구(전면 카운터가 매장 입구에서 상당히 멀리 떨어진 매우 큰 매장)에 분위기와 유동인구를 조성하는 데 도움이 되도록 고안되었다. 이 아이디어는 찰리 벨과 현지 지역 법인 팀(데이비드 베이즈, 마이크 트레거서, 짐 바실리아데스) 사이에 개발되었다. 첫 번째 맥카페는 멜버른에서 법인 매장으로 문을 열었다. 미국에서는 2001년 5월 일리노이주, 시카고에 첫 매장이 개점했으며, 당시 전 세계적으로 약 300개의 매장이 있었다. 2004년에 맥카페는 코스타리카와 프랑스에 개점했으며, 다음 해에는 이탈리아에서 이 컨셉이 런칭되었다. 2007년에는 맥도날드가 더 건강한 수프와 샌드위치 메뉴로 매출을 늘리고 전통적인 커피숍을 선호하는 새로운 고객에게 다가가려는 노력의 일환으로 일본으로 확장되었다. 맥도날드 전체 전략에서 비교적 작은 부분임에도 불구하고 현재 전 세계적으로 1,300개의 매장이 있다.
2006년 6월, 불가리아의 첫 번째 맥카페가 소피아 몰에 문을 열었다.
맥카페는 2007년 파라과이에 진출했다.
2008년 8월, 맥도날드는 맥카페 컨셉을 남아프리카 공화국으로 확장했다. 맥도날드 프랜차이즈는 이미 남아프리카 공화국에서 잘 알려진 이름이자 이 나라에서 가장 큰 패스트푸드 체인 중 하나이다.
2009년 말에는 미국 내 맥도날드 레스토랑에서 맥카페 음료를 이용할 수 있게 되었다.
맥카페는 2010년 7월 6일 엘살바도르의 소나 로사와 프로세레스 대로에 있는 맥도날드 레스토랑에 개점했으며, 100% 엘살바도르산 고급 커피의 향, 맛, 질감을 제공하는 것을 목표로 한다.
맥카페는 2008년 6월 28일 마드리드의 맥도날드 몬테라 레스토랑에 문을 열었다.
2011년, 맥도날드는 우크라이나에서 맥카페 확장을 시작했다. 2014년 1월 현재 키이우에 6개, 르비우에 1개, 오데사에 1개, 드니프로페트로우스크에 1개, 하르키우에 1개의 맥카페가 있다.
2010년 7월, 맥카페는 음료 목록에 진짜 과일 스무디를 추가했다. 2010년 11월에는 모카와 핫초콜릿이 음료 목록에 추가되었다. 2011년 7월에는 프로즌 스트로베리 레모네이드와 망고 파인애플 스무디가 미국 메뉴에 추가되었다.
2011년 11월 7일, 맥도날드 캐나다는 이 발표 이전에 일부 매장에서만 제공되던 맥카페를 전국적으로 출시했다. 캐나다에 맥카페가 도입되면서, 참여하는 맥도날드 매장들은 메뉴에 모카, 카푸치노, 에스프레소, 아메리카노, 라떼, 아이스 라떼, 아이스 모카, 핫 초콜릿을 추가했다. 맥카페를 통해 맥도날드는 이제 캐나다 커피 시장에서 커피 타임, 컨트리 스타일, 세컨드컵, 스타벅스, 팀홀튼, 티모시스와 직접 경쟁하고 있다.
2012년 6월 16일, 맥도날드는 코타 다만사라에 첫 번째 맥카페 말레이시아 매장을 개점했으며, 이후 반다르 우타마, 수방 자야, 티티왕사, 타만 코나우트 지점에도 몇 군데 문을 열었는데, 이들은 모두 현재 클랑 밸리에 위치해 있으며, 그린레인, 버치 하우스, IJM 프롬나드, 페낭 국제공항에도 개점했다. 이들 매장은 모두 페낭에 있다.
튀르키예에서는 맥카페가 "McD Café"라는 이름으로 운영된다. 첫 커피숍은 2012년 7월 사비하 괵첸 국제공항에서 문을 열었다. 2016년 4월 현재 이스탄불 아시아 지구에 8개, 유럽 지구에 6개, 안탈리아에 3개, 아다나와 코자엘리주에 각각 2개, 그리고 아피온카라히사르, 악사라이, 앙카라, 키르셰히르에 각각 1개의 맥카페가 있다.
2012년 12월, 맥도날드는 맥카페 브랜드와 제품 라인을 영국 내 모든 맥도날드 레스토랑에 도입할 것이라고 발표했다. 여기에는 아이스 프라페, 아이스 과일 스무디 추가와 표준 맥도날드 커피의 "맥카페"로의 리브랜딩이 포함될 것이다.
2013년 10월 14일, 맥도날드는 인도 최초의 맥카페를 마하라슈트라주 뭄바이 남부 지역에 개점했다.
맥도날드는 "맥카페"라는 커피 라인을 미국 전역에 도입했다.
2014년 8월, 회사는 미국 전역의 슈퍼마켓에서 가정용 커피를 판매하기 시작할 것이라고 발표했다. 크래프트 푸즈와의 파트너십을 통해 제조 및 유통되는 이 커피는 현재 미리 포장된 봉지와 K-Cups로 제공된다.
2015년 12월, 맥도날드 캐나다는 토론토 유니언역의 새로 지어진 요크 콩코스 지역에 첫 번째 독립형 맥카페 매장을 개점했다.
2018년 3월 20일, 벨라루스 민스크에 첫 번째 맥카페가 개점했다. 2018년 6월 24일에는 민스크에 또 다른 맥카페가 문을 열었으며, 2018년 말까지 한 곳이 더 개점할 예정이었다.
2019년, 맥카페는 파키스탄의 여러 도시에서 개점했다.